# Ізабела Браганська
Ізабе́ла (порт. Isabel de Bragança; жовтень 1402—26 жовтня 1466) — португальська шляхтянка, графиня. Сеньйора Регенгуська, Колареська і Беласька. Представниця Браганського дому. Народилася в Барселуші, Португалія. Донька браганського герцога Афонсу й графині Беатриси Перейри. Онука португальського короля Жуана І й конетабля Нуну Перейри. Дружина інфанта-конетабля Жуана, сеньйора Регенгуського, що був її дядьком (з 1424). У шлюбі мала 4 дітей: конетабля Діогу, кастильську королеву Ізабелу, візеуську герцогиню Беатрису й алмадську сеньйору Філіпу. Померла в Аревало, Кастилія. Похована у Батальському монастирі.

## Імена
- Ізабе́ла Барсе́луська (порт. Isabel de Barcelos) — за іменем династії та батьківським графським титулом.
- Ізабе́ла Брага́нська (порт. Isabel de Bragança) — за іменем династії та батьківським герцогським титулом.
- Ізабе́ла Брага́нська-Перейра (порт. Isabel de Bragança e Pereira) — за прізвищами батька й матері.
- Ізабе́ла Реге́нгуська (порт. Isabel de Reguengos) — за назвою сеньйорії чоловіка.

## Сім'я
- Батько: Афонсу (1377—1461), герцог Браганський (1442—1461)
- Матір: Беатриса (1380—1412), донька барселуського графа Нуну Перейри
- Рідні брати:
  - Афонсу (1400—1460), граф Оренський (1422—1460), маркіз Валенський (1451—1460)
  - Фернанду (1403—1478), герцог Браганський (1461—1478)
- Чоловік: Жуан (1400—1442), конетабль Португалії (1431—1442)
- Діти: 
  - Ізабела (1428—1496) ∞ Хуан ІІ, король Кастилії
  - Беатриса (1430—1506) ∞  Фернанду (1433—1470), герцог  Візеуський (1460—1470)